# جياموسى
جياموسى (بالصينية: 佳木斯市 )‏ هي مدينة على مستوى محافظة، في جمهورية الصين الشعبية، تتبع هيلونغجيانغ، تبلغ مساحتها 32,700 كيلومتر مربع، رمزها البريدي هو 154000.

## مدن توأم
المدن التوأم:
- كومسومولسك-نا-أموري.

## التقسيمات الإدارية
- Xiangyang District, Jiamusi [الإنجليزية]‏
- Qianjin District, Jiamusi [الإنجليزية]‏
- Dongfeng District [الإنجليزية]‏
- Jiaoqu, Jiamusi [الإنجليزية]‏
- Huanan County [الإنجليزية]‏
- Huachuan County [الإنجليزية]‏
- Tangyuan County [الإنجليزية]‏
- Fuyuan, Heilongjiang [الإنجليزية]‏
- تونغجيانغ  [لغات أخرى]‏
- Fujin City [الإنجليزية]‏.